# Johann Hornung
Johann Hornung (* um 1660 in Reval; † 1715 in Russland) war ein deutschbaltischer Sprachforscher, Pastor und Literat.

## Leben
Johann Hornung studierte 1681 in Kiel. Er arbeitete zunächst als Schulinspektor im Baltikum. Später war er als Pastor tätig: von 1692 bis 1698 in Põltsamaa, von 1698 bis 1706 in Karula und von 1706 bis 1708 interimistisch auch in Otepää, Hargla, Urvaste, Puhja und an anderen estnischen und livländischen Orten. 1700 heiratete er Dorothea Helene Böckelmann.
1706 wurde er wegen übergroßen Alkoholkonsums vom Konsistorium ermahnt. Im selben Jahr geriet er in die Wirren des Nordischen Krieges. Zunächst geriet Hornung in schwedische Gefangenschaft in Pärnu, dann wurde er zwei Mal von den russischen Truppen interniert. 1708 wurde er nach Russland verschleppt und starb dort 1715 in Gefangenschaft.

## Estnische Sprache
Johann Hornung war prägend für die Entwicklung der nordestnischen Schriftsprache, die sich am Dialekt von Tallinn orientierte. Auf der zweiten estnischen Bibelkonferenz 1687 in Pilistvere setzte sich Hornung für eine estnische Orthographie ein, die die Arbeiten von Bengt Gottfried Forselius mit der vereinfachenden Schreibweise von Heinrich Stahl und dessen Anhängern vereinte.
Gemeinsam mit Adrian Virginius übersetzte Hornung erstmals das Neue Testament in die nordestnische Sprache. Das Werk erschien erst 1715 in Tallinn in einer Auflage von nur 400 Stück im Druck.
1693 erschien in Riga auf Latein seine Grammatica Esthonica, in der er einen fast vollständigen Überblick über die Morphologie des Estnischen liefert. Hornung führt darin den Akkusativ ein, beseitigt vollständig das Futur sowie die Fremdbuchstaben c, f, x, y und z, das Längenzeichen h und die Artikel se und üx.

## Werke (Auswahl)
- Grammatica Esthonica. Brevi, perspicua tamen methodo ad dialectum Revaliensem (1693)
  - Nachdruck: 3. Grammatica Esthonica. Brevi, perspicua tamen methodo ad dialectum Revaliensem. Unveränderter Nachdruck der Ausgabe Riga 1693. Eingeleitet und herausgegeben von Harald Haarmann. Hamburg 1977 (= Fenno-Ugrica Bd. 4) ISBN 3-87118-306-7
- Önsa Luterusse Laste Öppetuse (1694)
- Ma Kele Koddo ning Kirgo Ramatu (Mitarbeit, 1694/95)